# Yoduro de circonio(IV)
El yoduro de circonio(IV) es un compuesto químico de fórmula Zr I4. Es el yoduro de circonio más estable y más fácilmente disponible.

## Propiedades
El yoduro de circonio(IV) es un sólido volátil, puro presenta un color blanco, sino amarillo-naranja. Es higroscópico, en agua se hidroliza a oxiyoduro de circonio. Presenta dos estructuras cristalina, la α-estructura cristalina monoclínica con el grupo espacial P2 / c y como β-estructura tetragonal con el grupo espacial I4. Se sublima a 431 °C.

## Producción
El yoduro de circonio(IV) se prepara mediante la reacción directa de circonio en polvo con yodo
{\displaystyle \mathrm {Zr+2\ I_{2}\ {\xrightarrow {300-500^{o}C}}\ ZrI_{4}} }
Se puede sustituir el iodo por yoduro de hidrógeno
{\displaystyle \mathrm {Zr+4\ HI\ {\xrightarrow {340^{o}C}}\ ZrI_{4}+2H_{2}} }
También se puede reemplazar el circonio por su carburo
{\displaystyle \mathrm {ZrC+2\ I_{2}\ {\xrightarrow {300-500^{o}C}}\ ZrI_{4}+C} }
{\displaystyle \mathrm {ZrC+4\ HI\ {\xrightarrow {490^{o}C}}\ ZrI_{4}+2H_{2}+C} }
o por la reacción de cloruro de zirconio(IV) con yoduro de aluminio.
{\displaystyle \mathrm {3\ ZrCl_{4}+4\ AlI_{2}\longrightarrow 3\ ZrI_{4}+4\ AlCl_{3}} }

## Reacciones químicas
Se descompone cuando se calienta:
{\displaystyle \mathrm {ZrI_{4}\ {\xrightarrow {1300-1400^{o}C}}\ Zr+2I_{2}} }
Reacciona con el agua, hidrólisis:
{\displaystyle \mathrm {ZrI_{4}+H_{2}O\ {\xrightarrow {}}\ ZrOI_{2}\downarrow +2HI} }
Reacciona con ácido sulfúrico concentrado:
{\displaystyle \mathrm {ZrI_{4}+4H_{2}SO_{4}\ {\xrightarrow {}}\ H_{2}[ZrO(SO_{4})_{2}]+2I_{2}\downarrow +2SO_{2}\uparrow +3H_{2}O} }
Reacciona con álcalis:
{\displaystyle \mathrm {ZrI_{4}+4NaOH\ {\xrightarrow {}}\ ZrO(OH)_{2}\downarrow +4NaI+H_{2}O} }
Cuando se calienta, reacciona con amoniaco para formar nitruro de zirconio :
{\displaystyle \mathrm {2ZrI_{4}+2NH_{3}\ {\xrightarrow {1000^{o}C}}\ 2ZrN+3H_{2}+4I_{2}} }

## Aplicaciones
La pirólisis del yoduro de zirconio(IV) en estado gaseoso por el contacto de hilo caliente fue el primer proceso industrial para la producción comercial de circonio metálico dúctil puro. Este proceso de la barra de cristal fue desarrollado por Anton Eduard van Arkel y Jan Hendrik de Boer en 1925.